# San’yō-Autobahn
Die San’yō-Autobahn (jap. 山陽自動車道, San’yō Jidōshadō) ist eine wichtige Autobahn in Japan und durchquert die japanische Hauptinsel Honshū von Kōbe bis Yamaguchi. Ihre Trasse verläuft weitestgehend entlang der Nationalstraße 2. Seit 2017 trägt sie die Nummer E2.
Sie verläuft entlang der Küste der Seto-Inlandsee und verbindet die wichtigsten Großstädte der Region miteinander. Am Verlauf der San’yō-Autobahn liegen neben Kōbe und Yamaguchi unter anderem auch die weiteren Großstädte Himeji, Okayama, Kurashiki, Fukuyama und Hiroshima.
Die 419,5 km lange Autobahn wird von der westjapanischen Autobahnbetreibergesellschaft Nishi-Nihon Kōsokudōro K.K. (engl. West Nippon Expressway Co., Ltd., NEXCO) betrieben und ist als „Nationale Hauptstrecke“ (Kokkandō, kurz für 国土開発幹線自動車道, kokudo kaihatsu kansen jidōshadō) klassifiziert. Des Weiteren stellt sie einen Abschnitt des Asian Highway 1 dar. Eine 28,1 km lange Stichstrecke, die die Städte Shimonoseki und Ube miteinander verbindet, zählt ebenfalls zur San’yō-Autobahn. Außerdem existieren noch zwei weitere kurze Stichstrecken. Diese sind die 9,7 km lange Kimi-Stichstrecke und die 3,3 km lange Kurashiki-Hayashima-Stichstrecke.

## Anschlussstellen(Interchange)
Hauptstrecke: Kōbe-Kita (1) – Miki-Higashi (3) – Miki-Ono (4) – Kakogawa-Kita (5) – San’yō-Himeji-Higashi (6) – San’yō-Himeji-Nishi (7) – Tatsuno (8) – Tatsuno-Nishi (9) – Akō (10) – Bizen (11) – Wake (12) – San’yō (13) – Okayama (14) – Kurashiki (17) – Tamashima (18) – Kamogata (19) – Kasaoka (20) – Fukuyama-Higashi (21) – Fukuyama-Nishi (22) – Onomichi (23) – Mihara-Kui (24) – Hongō (24-1) – Kōchi (25) – Takaya (25-1) – Saijō (26) – Shiwa (27) – Hiroshima-Higashi (28) – Hiroshima (29) – Itsukaichi (31) – Ōno (32-2) – Ōtake (32-3) – Iwakuni (34) – Kuga (35) – Kumage (36) – Tokuyama-Higashi (37) – Tokuyama-Nishi (38) – Hōfu-Higashi (39) – Hōfu-Nishi (40) – Yamaguchi-Minami (41)
Kimi-Stichstrecke: Kōbe-Nishi (1)
Kurashiki-Hayashima-Stichstrecke: Hayashima (1)
Stichstrecke von Ube nach Shimonoseki: Ube (43) – Onoda (44) – Habu (45)